# Johnny Knoxville
(Frase di benvenuto del programma Jackass)
Johnny Knoxville, pseudonimo di Philip John Clapp (Knoxville, 11 marzo 1971), è un personaggio televisivo, comico, attore e stuntman statunitense, meglio noto come co-creatore e star principale della serie televisiva di MTV Jackass.

## Biografia
Nasce a Knoxville, nel Tennessee, l'11 marzo 1971. Dopo aver conseguito il diploma al South Young High School, nel 1989, si trasferì in California per diventare attore. Fece apparizione in diversi spot per poi tornare a scrivere articoli di giornale. Uno di questi, nel quale parlava di testare su se stesso articoli di autodifesa come spray al peperoncino e pistole elettriche, catturò l'attenzione di Jeff Tremaine della rivista dedicata allo skateboard Big Brother. Gli stunt furono filmati e inseriti nel Big Brother Video numero due. Presto le imprese di Knoxville divennero pezzi forti del Big Brother Magazine, grazie anche al contributo di Chris Pontius, Steve-O e Dave England. Alla fine Knoxville, Tremaine, Sean Cliver e Dave Carnie produssero un episodio pilota che raggruppava filmati del Big Brother uniti con quelli di Cky (show di Bam Margera) e con l'aiuto del regista (e amico di Tremaine) Spike Jonze, lanciarono una serie ai vari networks. Successivamente venne creato un accordo con Mtv e nacque Jackass.
Knoxville partecipò anche al Gumball Rally 3000 per Jackass, insieme a Chris Pontius, Steve-O, il regista Jeff Tremaine e il produttore Dimitry Elyashkevich.
Prima dello show di Mtv, Knoxville rifiutò la proposta del Saturday Night Live di fare simili stunt in un programma settimanale. Nonostante ciò, Knoxville nel 2005 condusse il SNL.
Nel 2006 produce la serie Nitro Circus. Tratta le avventure del miglior motocross freestyler del mondo, Travis Pastrana, e della sua compagnia di amici.
Il 3 aprile 2022 partecipa alla seconda notte di Wrestlemania 38 in un match contro Sami Zayn. Il match si è concluso con la vittoria del comico.

## Vita privata
Ha una figlia nata dal matrimonio con Melanie Lynn Clapp, di nome Madison, nome che Johnny ha tatuato sul pettorale sinistro, sopra il cuore. Il 1º febbraio 2007 Knoxville e la moglie si sono separati legalmente dopo 12 anni di matrimonio; nel marzo 2008 hanno divorziato ufficialmente. Johnny ha avuto una relazione con la top-model Kate Moss mentre era ancora sposato.
Nel 2010 si sposa con la regista Naomi Nelson.
Il suo nome d'arte è un omaggio alla sua città natale.

## Filmografia

### Attore
- Desert Blues (1995)
- Le ragazze del Coyote Ugly (Coyote Ugly), regia di David McNally (2000)
- Pallottole d'amore (Life Without Dick), regia di Bix Skahill (2001)
- Don't Try This At Home: The Steve-O Video (2001)
- Big Trouble - Una valigia piena di guai (Big Trouble), regia di Barry Sonnenfeld (2002)
- Deuces Wild - I guerrieri di New York (2002)
- Men in Black II, regia di Barry Sonnenfeld (2002)
- Jackass: The Movie, regia di Jeff Tremaine (2002)
- Grand Theft Parsons, regia di David Caffrey (2003)
- A testa alta (Walking Tall), regia di Kevin Bray (2004)
- A Dirty Shame (2004)
- Lords of Dogtown, regia di Catherine Hardwicke (2005)
- Hazzard, regia di Jay Chandrasekhar (2005)
- Daltry Calhoun - Un golfista al verde (Daltry Calhoun), regia di Katrina Holden Bronson (2005)
- The Ringer - L'imbucato (The Ringer), regia di Barry W. Blaustein (2005)
- Jackass Number Two, regia di Jeff Tremaine (2006)
- Jackass 2.5 (2007)
- Jackass 3D, regia di Jeff Tremaine (2010)
- Professione inventore (Father of Invention), regia di Trent Cooper (2010)
- Jackass 3.5 (2011)
- Small Apartments, regia di Jonas Åkerlund (2012)
- The Last Stand - L'ultima sfida (The Last Stand), regia di Kim Ji-Woon (2013)
- Comic Movie (Movie 43), registi vari (2013)
- Jackass presenta: Nonno cattivo (Jackass Presents: Bad Grandpa), regia di Jeff Tremaine (2013)
- Elvis & Nixon, regia di Liza Johnson (2016)
- Skiptrace - Missione Hong Kong (Skiptrace), regia di Renny Harlin (2016)
- Rosy, regia di Jess Bond (2018)
- Polar, regia di Jonas Åkerlund (2019)
- Above Suspicion, regia di Phillip Noyce (2019)
- L'evocazione - We Summon the Darkness, regia di Marc Meyers (2019)
- Nessuno di speciale (Mainstream), regia di Gia Coppola (2020)
- Jackass Forever, regia di Jeff Tremaine (2021)
- Reboot – serie TV (2022-in corso)

### Doppiatore
- Tartarughe Ninja (Teenage Mutant Ninja Turtles), regia di Jonathan Liebesman (2014)

### Produttore
- Jackass presenta: Nonno cattivo (Jackass Presents: Bad Grandpa), regia di Jeff Tremaine (2013)

## Doppiatori italiani
Nelle versioni in italiano dei suoi film, Johnny Knoxville è stato doppiato da:
- Daniele Valenti in Jackass, Jackass: The Movie, Jackass Number Two, Jackass 3D, Jackass presenta: Nonno cattivo, Polar, Jackass Forever
- Christian Iansante in Comic Movie, Elvis & Nixon, Reboot
- Loris Loddi in A testa alta, The Last Stand - L'ultima sfida, Skiptrace - Missione a Hong Kong
- Riccardo Rossi in Lords of Dogtown, The Ringer - L'imbucato
- Giorgio Borghetti in Big Trouble - Una valigia piena di guai, Daltry Calhoun - Un golfista al verde
- Fabrizio Vidale in Hazzard
- Sandro Acerbo in Pallottole d'amore
- Nanni Baldini in Men in Black II
- Michele Di Mauro in Grand Theft Parsons
- Franco Mannella in Small Apartments
- Vladimiro Conti in Malcolm
- Oreste Baldini in Professione inventore
- Fabio Boccanera in Action Point
- Gianluca Machelli in Above Suspicion

Da doppiatore è sostituito da:
- Daniele Valenti in Tartarughe Ninja
- Nanni Baldini in I Griffin

## Premi e Riconoscimenti
American Comedy Awards :
2014 : Miglior Attore Comico per Jackass Presenta:Nonno Cattivo
MTV MOVIE E TV AWARD
2003 Candidato MTV Movie Award
- Best Comedic Performance

- Jackass: The Movie

- 2022 Candidato MTV Movie + TV Award
  - Best Comedic Performance
  - Jackass Forever
- 2014 Candidato MTV Movie Award
  - Best WTF Moment
  - Jackass - Nonno cattivo
- 2014 Candidato MTV Movie Award
  - Best Comedic Performance
  - Jackass - Nonno cattivo
- 2006 Candidato MTV Movie Award
  - Best On-Screen Team
  - Hazzard
- 2003 Candidato MTV Movie Award
  - Best Comedic Performance
  - Jackass: The Movie
- 2003 Candidato MTV Movie Award
  - Best On-Screen Team
  - Jackass: The Movie
- 2003 Candidato MTV Movie Award
  - Best Fight
  - Jackass: The Movie